# Odozana unica
Odozana unica là một loài bướm đêm thuộc phân họ Arctiinae, họ Erebidae.